# Elvis Albertus
Elvis Epi Albertus (né le 23 décembre 1966) est un entraîneur arubain de football.

## Biographie
Sélectionneur national d'Aruba entre 2011 et 2012, il a notamment conduit l'équipe lors des qualifications à la Coupe du monde 2014. Il remporte en 2012 le tournoi ABCS, tournoi amical réunissant les pays néerlandophones de la zone Caraïbes, en s'imposant 1-0 sur le Suriname.
Six ans plus tard, il prend en charge l'équipe de Sint Maarten. Ses débuts à la tête de cette sélection sont catastrophiques puisque ses joueurs s'inclinent par 13 buts à 0 contre Haïti, à l'occasion de la 1re journée des éliminatoires de la Gold Cup 2019, le 10 septembre 2018. Ce match rentre dans l'histoire puisqu'il s'agit de la plus large défaite subite par l'équipe de Sint Maarten.

## Palmarès
- Aruba
  - Vainqueur du Tournoi ABCS en 2012[1].